# Сара Шестрем
Сара Шестрем (швед. Sarah Fredrika Sjöström, нар. 17 серпня 1993, Реніндж, Швеція) — шведська плавчиня, олімпійська чемпіонка, срібна та бронзова призерка Олімпійських ігор 2016 року, чотириразова чемпіонка світу, рекордсменка світу.

## Виступи на Олімпійських іграх
| Олімпіада           | Дисципліна             | Місце |
| ------------------- | ---------------------- | ----- |
| Пекін 2008          | 100 м на спині         | 29    |
| Пекін 2008          | 100 м батерфляєм       | 27    |
| Пекін 2008          | 4×100 м комплексом     | 7     |
| Лондон 2012         | 50 м вільним стилем    | 14    |
| Лондон 2012         | 100 м вільним стилем   | 9     |
| Лондон 2012         | 200 м вільним стилем   | 12    |
| Лондон 2012         | 100 м батерфляєм       | 4     |
| Лондон 2012         | 4×100 м вільним стилем | 7     |
| Ріо-де-Жанейро 2016 | 50 м вільним стилем    | 13    |
| Ріо-де-Жанейро 2016 | 100 м вільним стилем   | 3     |
| Ріо-де-Жанейро 2016 | 200 м вільним стилем   | 2     |
| Ріо-де-Жанейро 2016 | 100 м батерфляєм       | 1     |
| Ріо-де-Жанейро 2016 | 4×100 м вільним стилем | 5     |
| Ріо-де-Жанейро 2016 | 4×200 м вільним стилем | 5     |
| Ріо-де-Жанейро 2016 | 4×100 м комплексом     | 9     |
| Токіо 2020          | 50 м вільним стилем    | 2     |
| Токіо 2020          | 100 м вільним стилем   | 5     |
| Токіо 2020          | 100 м батерфляєм       | 7     |
| Токіо 2020          | 4×100 м вільним стилем | 6     |
| Токіо 2020          | 4×100 м комплексом     | 5     |